# Fraccionamiento las Casitas Nuevas
Fraccionamiento las Casitas Nuevas är en ort i Mexiko.   Den ligger i kommunen Mocorito och delstaten Sinaloa, i den västra delen av landet, 1 100 km nordväst om huvudstaden Mexico City. Fraccionamiento las Casitas Nuevas ligger 91 meter över havet och antalet invånare är 179.
Terrängen runt Fraccionamiento las Casitas Nuevas är varierad. Runt Fraccionamiento las Casitas Nuevas är det ganska glesbefolkat, med 23 invånare per kvadratkilometer. Närmaste större samhälle är Guamúchil, 16,6 km väster om Fraccionamiento las Casitas Nuevas. I omgivningarna runt Fraccionamiento las Casitas Nuevas växer huvudsakligen savannskog.